# 岡本隆根
岡本 隆根（おかもと たかね、1979年2月3日-）は、日本のロックシンガーソングライター。兵庫県佐用町出身。血液型はB型。本人の外見とはうらはらな言葉遣いが印象的で一人称は「わし」。たまに「僕」も併用する。ラジオパーソナリティとしても活動、トークと歌声のギャップはリスナーの間でしばしば話題になっている。

## ディスコグラフィ

### CD
- stairs（2006年7月1日）
- stairsⅡ（2008年8月1日）
- 回想（2009年10月1日）
- ADULT（2010年1月7日、XQFH-1002）
- HITMAN！（2013年5月5日、FURR-2001）[3]
- CREATION（2015年8月1日）

### 配信シングル
- 「smile」（2021年4月1日）
- 「スクリーンヒーロー」（2023年4月7日）
- 「JUST NEW WORLD」（2023年8月3日）
- 「my confession」（2023年8月3日）

### ライブDVD
- KINGS OF THE ROCK さくらホールLIVE（2017年3月1日）

### オムニバス
- TVアニメーション イタズラなKiss オリジナル・サウンドトラック&MOREイタキスSTATION（2009年1月7日、BMG JAPAN、「Happiness」収録）
- 激アツ!Jユーロ~16連チャンバージョン~ （2010年5月12日、徳間ジャパンコミュニケーションズ、「あしたのジョー」収録、 takane.名義）

### 楽曲提供
- 平川大輔（入江直樹）　「蒼き鼓動」作詞作曲

- 浪川大輔　「太陽」作詞作曲
- 東城りお　「M」作詞提供

## 出演

### レギュラー番組
- ON THE ROCK（2016年9月 - ZIP-FM ）
- どいんでぃ～ず（2016年10月 - 2019年3月、FM大阪）

### ラジオ出演
- MAGIC（2016年7月6日、FM山形）
- ゲッキンラジオぱんぱかぱーん（2016年7月6日、YBC山形放送)
- WAI WAI Groovin'（2016年8月17日、FM群馬）
- PEACHY.（2016年9月29日、2018年2月21日、ZIP-FM）
- SMILE HEART BEAT（2016年11月28日、ZIP-FM）
- SATURDAY GO AROUND（2017年9月30日、ZIP-FM）
- MUSIC＋FRIDAY（2017年12月22日、FM大阪）
- bestie（2019年6月19日、ZIP-FM）

### タイアップ
- スマイティ CM（関西テレビ）
- 笑顔のたね CM（2020年 1月 - 山形テレビ）
- 中日ドラゴンズ　石垣雅海　登場曲「スクリーンヒーロー」

### テレビ出演
- ダブル世界タイトルマッチ（2013年5月6日、テレビ東京系列）
- neo sports（2013年8月12日、テレビ東京系列）

### LIVE
- Happines2009（2009年11月10日、さいたま芸術劇場）
- KINGS OF THE ROCK
  - （2015年7月5日、原宿クエストホール）
  - （2015年8月3日、渋谷DUO）
  - （2016年3月13日、新宿明治安田生命ホール）
  - （2016年9月4日、渋谷区文化総合センター大和田さくらホール）
  - （2017年3月31日、umedaTRAD）
  - （2017年6月9日、渋谷区文化総合センター大和田さくらホール）
  - （2018年2月9日、なんばHatch）
  - （2018年3月23日、DIAMOND HALL）
  - （2018年4月28日、渋谷区文化総合センター大和田さくらホール）
  - （2019年7月5日、umedaTRAD）
  - （2019年7月6日、ReNY limited）
  - （2019年12月13日、umedaTRAD）
- 下仁田 VIBRETION TABLE（2016年9月10日、下仁田ほたる山公園特設会場）
- アコースティックエンブレム（2016年11月27日、セルリアンタワーJzBrat）
- SAKAE SP-RING 2017（2017年6月3日、新栄HeartLand）
- ZIP AUTMUN SQUARE
  - （2017年9月30日、久屋大通公園特設ステージ）
  - （2018年10月5日、久屋大通公園特設ステージ）
  - （2019年9月30日、鶴舞公園特設ステージ）
  - （2019年10月5日、久屋大通公園特設ステージ）
- B.LEAGUE・神戸ストークスホームゲーム（2021年4月18日、姫路市立中央体育館）
- ワンマンLive　（2022年12月10日、六本木ケントス）
- CONNECTED

　・（2023年7月29日、ダイアモンドホール）
　・（2023年8月15日、梅田TRAD）
　・（2023年8月27日、神田明神EDOCCO STOUDIO）
　・（2024年10月10日、梅田TRAD）

## 人物
- 中学高校時代から德永英明を崇拝し、歌うことに興味を持っていたところ大学受験で上京。法政大学に入学するもほどなくして中退。バイト仲間の誘いを受けバンド活動を始める。ショークラブやモノマネパブを経て、オールディーズライブハウスで歌唱を始める。洋楽レパートリーは300曲と報じられた[4]。ローリング・ストーンズやボン・ジョヴィといったロックに傾倒し、同時に自身のオリジナル活動を始める。
- 20代は実業家としての側面も持ち新宿歌舞伎町でライブハウスGOLDEN EGGⅡの経営をするがこちらは倒産。「あの頃はじぶんでも胡散臭かったと思う」と本人は話している。
- 2009年11月のワンマンライブ「Happiness2009」の後ミニアルバム「ADULT」をリリースする。プロデューサーにジャパニーズメタルバンドPRESENCEのボーカル西川茂を招く異色の作品となる。
- その後、しばらくの間ライブからは遠ざかっていたが、プロデューサーにMr.時代遅れ(T.Mori)、また新たなスタッフを迎え、2013年5月に新曲「HITMAN!」を発表し[3]レコ発となった渋谷DUOのワンマンライブを成功させる。「HITMAN!」は親交のある元WBA世界スーパーフェザー級王者内山高志の公認サポーターズソングとなっており[3][5]、同年大晦日の世界タイトルマッチで国歌独唱を果たしその歌声は各界より称賛を浴びた。ちなみに同年5月6日のWBA世界スーパーフライ級タイトルマッチ、リボリオ・ソリスVS河野公平戦でも国歌独唱をしている。シングル「HITMAN!」のレコーディングにロサンゼルスの世界的ギタリストでクリスティーナ・アギレラやP!NK、日本では稲葉浩志などとも共演しているラファエル・モレイラを招聘。
- 2016年秋より、東海エリアZIP-FM、関西エリアFM大阪と二局同時にレギュラー番組が始まる。独特の喋り口調と言い回しがおおよそFM局の番組ぽくないので賛否両論があるようだが、本人はそれでいいと思っている。
- 自身のワンマンライブツアーKINGS OF THE ROCKを定期的に開催中。

### 参加歴のある主なライブサポートメンバー（五十音順）
- 加藤さとし（サクソフォーン）
- 坂下秀実（キーボード、四人囃子）
- たこやき（ギター）
- 寺島貴恵（ヴァイオリン）
- 福原隆（トロンボーン）
- 松江潤（ギター）
- 松岡健（ドラム）
- 森信行（ドラム、ex.くるり）
- 吉田宣夫（ベース）
- 吉野ユウヤ（キーボード）

### 過去に参加した主なレコーディングメンバー（五十音順）
- 川島弘光（ベース、ROSARYHILL）
- 篠崎正嗣（ヴァイオリン）
- 田口慎二（ギター）
- 西込加久見（ベース）
- 濱田尚哉（ドラム）
- 村田一弘（ドラム、rice、ex.Raphael）
- 六川正彦（ベース）
- 和田春彦（キーボード）